# Oros Kálmán

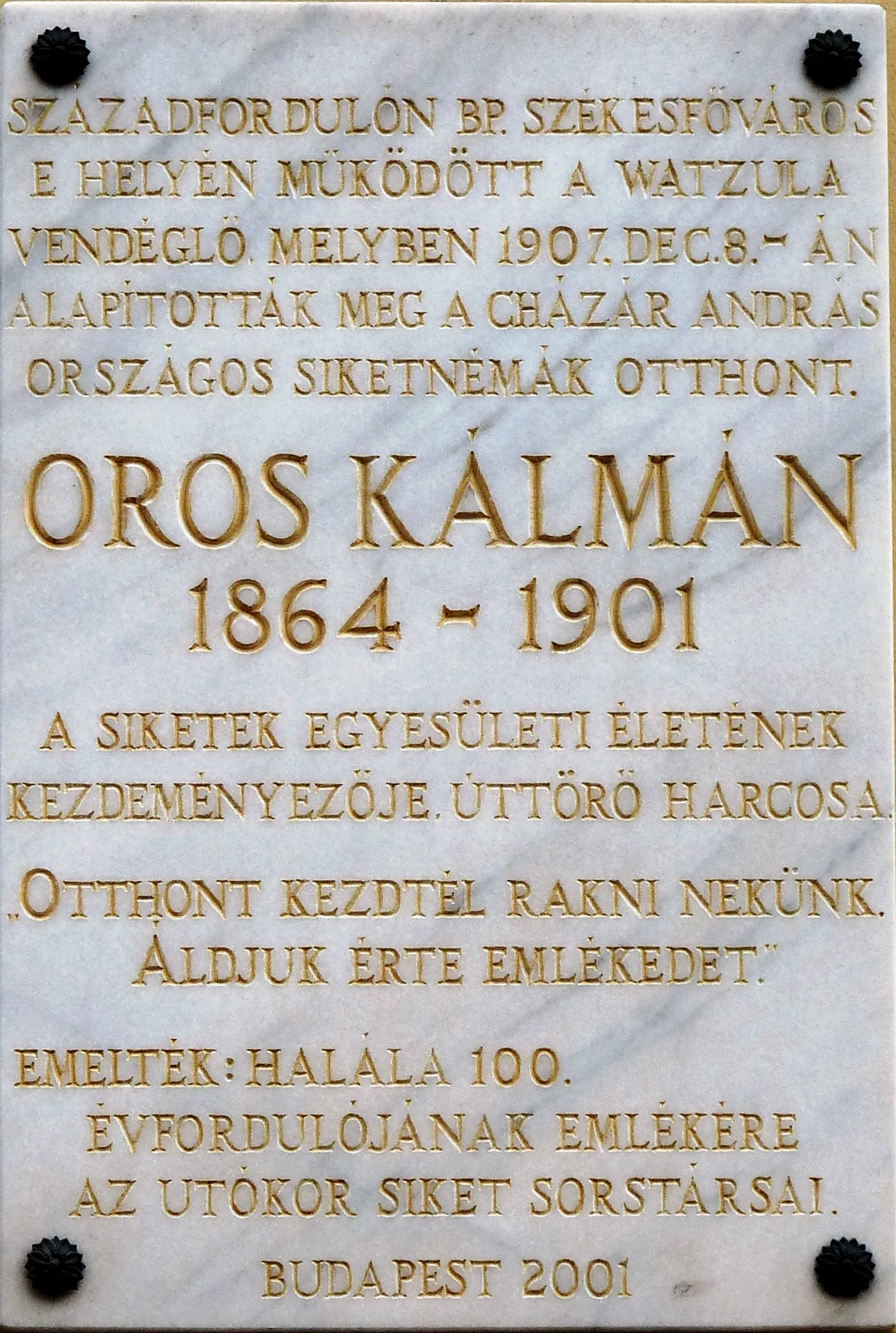
Emléktáblája a Baross utca 71. alatt

Oros Kálmán (Pest, 1864 – Budapest, 1901) magyar siket nyomdász, a SINOSZ kezdeményezője. 1892-ben elindította a Siketnémák Közlönye című lapot.

## Emlékezete
- 2001-ben, halála centenáriumán felavatták Szathmáry Gyöngyi szobrászművész bronz büsztjét (mellszobor) Budapesten, a Siketek és Nagyothallók Országos Szövetsége előtt.
- A SINOSZ 2012-ben megalapította az Oros Kálmán-emlékérem elnevezésű kitüntetést, amelyet ötévenként, a Szövetség fennállásának jubileumi évfordulói alkalmával adományoz.